# Secrétaire financier du Trésor
Le secrétaire financier du Trésor (en anglais : Financial Secretary to the Treasury) est un poste ministériel subalterne au Trésor britannique. Il s'agit du cinquième rôle ministériel le plus important au sein du Trésor après le chancelier de l'Échiquier, le secrétaire en chef du Trésor, le secrétaire parlementaire du Trésor et le Paymaster General si celui-ci n'est pas rattaché au Bureau du Cabinet (comme tel est le cas actuellement).
Le titulaire actuel de la fonction est Spencer Livermore, depuis le 8 juillet 2024.

## Rôle actuel
Les responsabilités actuelles du secrétaire aux finances du Trésor comprennent la responsabilité ministérielle de l'Office for National Statistics et du Royal Mint. Le secrétaire financier du Trésor avait la responsabilité ministérielle du HM Customs & Excise jusqu'à la fusion avec l'Inland Revenue pour former le HM Revenue and Customs.

## Secrétaires financiers du Trésor depuis 1830
voir Secrétaires du Trésor pour les anciens titulaires

### 1830–1900
Légende (pour les partis politiques) : 

| Nom                | Nom                                                                          | Portrait           | Mandat                              | Mandat                              | Parti politique                     | Premier ministre | Premier ministre                           | Chancelier                   |
| ------------------ | ---------------------------------------------------------------------------- | ------------------ | ----------------------------------- | ----------------------------------- | ----------------------------------- | ---------------- | ------------------------------------------ | ---------------------------- |
|                    | Thomas Spring Rice MP pour Cambridge (1790-1866)                             |                    | 26 novembre 1830                    | 6 juin 1834                         | Whig                                |                  | Comte Grey                                 | Vicomte Althorp              |
|                    | Francis Baring MP pour Portsmouth (1796-1866)                                |                    | 6 juin 1834                         | 14 novembre 1834                    | Whig                                |                  | Comte Grey                                 | Vicomte Althorp              |
|                    | Francis Baring MP pour Portsmouth (1796-1866)                                | Vicomte Melbourne  | 6 juin 1834                         | 14 novembre 1834                    | Whig                                |                  |                                            | Vicomte Althorp              |
| Bureau non utilisé | Bureau non utilisé                                                           | Bureau non utilisé | 15 novembre 1834 - 19 décembre 1834 | 15 novembre 1834 - 19 décembre 1834 | 15 novembre 1834 - 19 décembre 1834 |                  | Arthur Wellesley de Wellington (Caretaker) | Thomas Denmann LCJ (intérim) |
|                    | Thomas Fremantle MP pour Buckingham (1798-1890)                              |                    | 20 décembre 1834                    | avril 1835                          | Conservateur ou Tory                |                  | Peel                                       | Peel                         |
|                    | Francis Baring MP pour Portsmouth (1796-1866)                                |                    | 21 avril 1835                       | 26 août 1839                        | Whig                                |                  | Vicomte Melbourne                          | Spring Rice                  |
|                    | Robert Gordon MP pour New Windsor (1786-1864)                                |                    | 6 septembre 1839                    | 1841                                | Whig                                | Baring           | Vicomte Melbourne                          |                              |
|                    | Richard More O'Ferrall MP pour County Kildare (1797-1880)                    |                    | 9 juin 1841                         | 30 août 1841                        | Whig                                | Baring           | Vicomte Melbourne                          |                              |
|                    | George Clerk MP pour Stamford (1787-1867)                                    |                    | 8 septembre 1841                    | 1845                                | Conservateur                        |                  | Peel                                       | Goulburn                     |
|                    | Edward Cardwell MP pour Clitheroe (1813-1886)                                |                    | 4 février 1845                      | 29 juin 1846                        | Conservateur                        |                  | Peel                                       | Goulburn                     |
|                    | John Parker MP pour Sheffield (1799-1881)                                    |                    | 7 juillet 1846                      | 1849                                | Whig                                |                  | Lord John Russell                          | Wood                         |
|                    | William Goodenough Hayter MP pour Wells (1792-1878)                          |                    | 22 mai 1849                         | 1850                                | Whig                                |                  | Lord John Russell                          | Wood                         |
|                    | George Cornewall Lewis MP pour Herefordshire (1806-1863)                     |                    | 9 juillet 1850                      | 1852                                | Whig                                |                  | Lord John Russell                          | Wood                         |
|                    | George Alexander Hamilton MP pour Dublin University (1802-1871)              |                    | 2 mars 1852                         | 1852                                | Conservateur                        |                  | Comte de Derby                             | Disraeli                     |
|                    | James Wilson MP pour Westbury puis Devonport (1805-1860)                     |                    | 5 janvier 1853                      | 19 février 1858                     | Whig                                |                  | Comte d'Aberdeen (Coalition)               | Gladstone                    |
|                    | James Wilson MP pour Westbury puis Devonport (1805-1860)                     | Vicomte Palmerston | 5 janvier 1853                      | 19 février 1858                     | Whig                                | Lewis            |                                            |                              |
|                    | George Alexander Hamilton MP pour Dublin University (1802-1871)              |                    | 2 mars 1858                         | 1859                                | Conservateur                        |                  | Comte de Derby                             | Disraeli                     |
|                    | Stafford Northcote MP pour Stamford (1818-1887)                              |                    | 21 janvier 1859                     | 1859                                | Conservateur                        |                  | Comte de Derby                             | Disraeli                     |
|                    | Samuel Laing MP pour Wick Burghs (1812-1897)                                 |                    | 24 juin 1859                        | 1860                                | Libéral                             |                  | Vicomte Palmerston                         | Gladstone                    |
|                    | Frederick Peel MP pour Bury (1823-1906)                                      |                    | 2 novembre 1860                     | 1865                                | Libéral                             |                  | Vicomte Palmerston                         | Gladstone                    |
|                    | Hugh Childers MP pour Pontefract (1827-1896)                                 |                    | 19 août 1865                        | 26 juin 1866                        | Libéral                             |                  | Vicomte Palmerston                         | Gladstone                    |
|                    | Hugh Childers MP pour Pontefract (1827-1896)                                 | Comte Russell      | 19 août 1865                        | 26 juin 1866                        | Libéral                             |                  |                                            | Gladstone                    |
|                    | George Ward Hunt MP pour North Northamptonshire (1825-1877)                  |                    | 14 juillet 1866                     | 29 février 1868                     | Conservateur                        |                  | Comte de Derby                             | Disraeli                     |
|                    | George Sclater-Booth MP pour North Hampshire (1826-1894)                     |                    | 4 mars 1868                         | 1er décembre 1868                   | Conservateur                        |                  | Disraeli                                   | Hunt                         |
|                    | Acton Smee Ayrton MP pour Tower Hamlets (1816-1886)                          |                    | 9 décembre 1868                     | 1869                                | Libéral                             |                  | Gladstone                                  | Lowe                         |
|                    | James Stansfeld MP pour Halifax (1820-1898)                                  |                    | 2 novembre 1869                     | 1871                                | Libéral                             |                  | Gladstone                                  | Lowe                         |
|                    | William Edward Baxter MP pour Montrose Burghs (1825-1890)                    |                    | 17 mars 1871                        | 11 août 1873                        | Libéral                             |                  | Gladstone                                  | Lowe                         |
|                    | John Dodson MP pour East Sussex (1825-1897)                                  |                    | 11 août 1873                        | 1874                                | Libéral                             | Gladstone        | Gladstone                                  |                              |
|                    | William Henry Smith MP pour Westminster (1825-1891)                          |                    | 21 février 1874                     | 1877                                | Conservateur                        |                  | Disraeli                                   | Northcote                    |
|                    | Frederick Stanley MP pour North Lancashire (1841-1908)                       |                    | 14 août 1877                        | 1878                                | Conservateur                        |                  | Disraeli                                   | Northcote                    |
|                    | Henry Selwin-Ibbetson MP pour West Essex (1826-1902)                         |                    | 2 avril 1878                        | 21 avril 1880                       | Conservateur                        |                  | Disraeli                                   | Northcote                    |
|                    | Frederick Cavendish MP pour Northern West Riding of Yorkshire (1836-1882)    |                    | 28 avril 1880                       | 1882                                | Libéral                             |                  | Gladstone                                  | Gladstone                    |
|                    | Leonard Courtney MP pour Liskeard (1832-1918)                                |                    | 6 mai 1882                          | 12 décembre 1884                    | Libéral                             |                  | Gladstone                                  | Gladstone                    |
| Childers           | Leonard Courtney MP pour Liskeard (1832-1918)                                |                    | 6 mai 1882                          | 12 décembre 1884                    | Libéral                             |                  | Gladstone                                  |                              |
|                    | J. T. Hibbert MP pour Oldham (1824-1908)                                     |                    | 12 décembre 1884                    | 9 juin 1885                         | Libéral                             |                  | Gladstone                                  |                              |
|                    | Henry Holland MP pour Hampstead (1825-1914)                                  |                    | 24 juin 1885                        | 1885                                | Conservateur                        |                  | Marquis de Salisbury                       | Hicks Beach                  |
|                    | Matthew White Ridley MP pour North Northumberland puis Blackpool (1842-1904) |                    | 1885                                | 1886                                | Conservateur                        |                  | Marquis de Salisbury                       | Hicks Beach                  |
|                    | William Jackson MP pour Leeds North (1840-1917)                              |                    | 1886                                | 28 janvier 1886                     | Conservateur                        |                  | Marquis de Salisbury                       | Hicks Beach                  |
|                    | Henry Fowler MP pour Wolverhampton East (1830-1911)                          |                    | 6 février 1886                      | 20 juillet 1886                     | Libéral                             |                  | Gladstone                                  | Harcourt                     |
|                    | William Jackson MP pour Leeds North (1840-1917)                              |                    | 3 août 1886                         | 1891                                | Conservateur                        |                  | Marquis de Salisbury                       | Randolph Churchill           |
| Viscount Goschen   | William Jackson MP pour Leeds North (1840-1917)                              |                    | 3 août 1886                         | 1891                                | Conservateur                        |                  | Marquis de Salisbury                       |                              |
|                    | John Eldon Gorst MP pour Chatham puis Cambridge University (1835-1916)       |                    | 9 novembre 1891                     | 11 août 1892                        | Conservateur                        |                  | Marquis de Salisbury                       |                              |
|                    | J. T. Hibbert MP pour Oldham (1824-1908)                                     |                    | 18 août 1892                        | 22 juin 1895                        | Libéral                             |                  | Gladstone                                  | Harcourt                     |
|                    | J. T. Hibbert MP pour Oldham (1824-1908)                                     | Comte de Rosebery  | 18 août 1892                        | 22 juin 1895                        | Libéral                             |                  |                                            | Harcourt                     |
|                    | Robert William Hanbury MP pour Preston (1845-1903)                           |                    | 29 juin 1895                        | 1900                                | Conservateur                        |                  | Marquis de Salisbury (Unioniste Coalition) | Hicks Beach                  |

### 1900–2001
Légende (pour les partis politiques) : 

| Nom                               | Nom                                                               | Portrait                               | Mandat                                                     | Mandat            | Parti politique     | Premier ministre    | Premier ministre                           | Chancelier                                                                    |
| --------------------------------- | ----------------------------------------------------------------- | -------------------------------------- | ---------------------------------------------------------- | ----------------- | ------------------- | ------------------- | ------------------------------------------ | ----------------------------------------------------------------------------- |
|                                   | Austen Chamberlain MP pour East Worcestershire (1863-1937)        |                                        | 7 novembre 1900                                            | 11 août 1902      | Libéral Unioniste   |                     | Marquis de Salisbury (Coalition Unioniste) | Hicks Beach                                                                   |
|                                   | Austen Chamberlain MP pour East Worcestershire (1863-1937)        | Balfour (Coalition Unioniste)          | 7 novembre 1900                                            | 11 août 1902      | Libéral Unioniste   |                     |                                            | Hicks Beach                                                                   |
|                                   | William Fisher MP pour Fulham (1853-1920)                         |                                        | 11 août 1902                                               | avril 1903        | Conservateur        | Ritchie             |                                            |                                                                               |
|                                   | Arthur Elliot MP pour City of Durham (1846-1923)                  |                                        | 10 avril 1903                                              | 9 octobre 1903    | Conservateur        | Ritchie             |                                            |                                                                               |
|                                   | Victor Cavendish MP pour West Derbyshire (1868-1938)              |                                        | 9 octobre 1903                                             | 5 décembre 1905   | Conservateur        | A. Chamberlain      |                                            |                                                                               |
|                                   | Reginald McKenna MP pour North Monmouthshire (1863-1943)          |                                        | 12 décembre 1905                                           | 23 janvier 1907   | Libéral             |                     | Campbell-Bannerman                         | Asquith                                                                       |
|                                   | Walter Runciman MP pour Dewsbury (1870-1949)                      |                                        | 29 janvier 1907                                            | 1908              | Libéral             |                     | Campbell-Bannerman                         | Asquith                                                                       |
|                                   | Charles Hobhouse MP pour Bristol East (1862-1941)                 |                                        | 12 avril 1908                                              | 1911              | Libéral             |                     | Asquith (I)                                | Lloyd George                                                                  |
|                                   | McKinnon Wood MP pour Glasgow St Rollox (1855-1927)               |                                        | 23 octobre 1911                                            | 13 février 1912   | Libéral             |                     | Asquith (I)                                | Lloyd George                                                                  |
|                                   | Charles Masterman MP pour Bethnal Green South West (1873-1927)    |                                        | 13 février 1912                                            | 11 février 1914   | Libéral             |                     | Asquith (I)                                | Lloyd George                                                                  |
|                                   | Edwin Montagu MP pour Chesterton (1879-1924)                      |                                        | 11 février 1914                                            | 3 février 1915    | Liberal             |                     | Asquith (I)                                | Lloyd George                                                                  |
|                                   | Francis Dyke Acland MP pour Camborne (1874-1939)                  |                                        | 3 février 1915                                             | 25 mai 1915       | Libéral             |                     | Asquith (I)                                | Lloyd George                                                                  |
|                                   | Edwin Montagu MP pour Cambridgeshire (1879-1924)                  |                                        | 26 mai 1915                                                | 9 juillet 1916    | Libéral             | Asquith (Coalition) | McKenna                                    |                                                                               |
|                                   | McKinnon Wood MP pour Glasgow St Rollox (1855-1927)               |                                        | 9 juillet 1916                                             | 5 décembre 1916   | Libéral             | Asquith (Coalition) | McKenna                                    |                                                                               |
|                                   | Hardman Lever (1869-1947)                                         |                                        | 15 décembre 1916                                           | 19 mai 1919       | Aucun Fonctionnaire |                     | Lloyd George (Coalition)                   | Law (décembre 1916 – janvier 1919) A. Chamberlain (janvier 1919 – avril 1921) |
|                                   | Stanley Baldwin MP pour Bewdley (1867-1947)                       |                                        | 18 juin 1917                                               | 1er avril 1921    | Conservateur        |                     | Lloyd George (Coalition)                   | Law (décembre 1916 – janvier 1919) A. Chamberlain (janvier 1919 – avril 1921) |
|                                   | Hilton Young MP pour Norwich (1879-1960)                          |                                        | 21 avril 1921                                              | 19 octobre 1922   | Libéral             | Horne               | Lloyd George (Coalition)                   |                                                                               |
|                                   | John Hills MP pour City of Durham (1867–1938)                     |                                        | 6 novembre 1922                                            | 1923              | Conservateur        |                     | Law                                        | Baldwin                                                                       |
|                                   | Archibald Boyd-Carpenter MP pour Bradford North (1873–1937)       |                                        | 12 mars 1923                                               | Mai 1923          | Conservateur        |                     | Law                                        | Baldwin                                                                       |
|                                   | William Joynson-Hicks MP pour Twickenham (1865–1932)              |                                        | 25 mai 1923                                                | 27 août 1923      | Conservateur        |                     | Baldwin                                    | Baldwin                                                                       |
|                                   | Walter Guinness MP pour Bury St Edmunds (1880–1944)               |                                        | 5 octobre 1923                                             | 1923              | Conservateur        | N. Chamberlain      | Baldwin                                    |                                                                               |
|                                   | William Graham MP pour Edinburgh Central (1887–1932)              |                                        | 23 janvier 1924                                            | 4 novembre 1924   | Travailliste        |                     | MacDonald                                  | Snowden                                                                       |
|                                   | Walter Guinness MP pour Bury St Edmunds (1880–1944)               |                                        | 11 novembre 1924                                           | 5 novembre 1925   | Conservateur        |                     | Baldwin                                    | Churchill                                                                     |
|                                   | Ronald McNeill MP pour Canterbury (1861–1934)                     |                                        | 5 novembre 1925                                            | 1er novembre 1927 | Conservateur        |                     | Baldwin                                    | Churchill                                                                     |
|                                   | Arthur Samuel MP pour Farnham (1872–1942)                         |                                        | 1er novembre 1927                                          | 5 juin 1929       | Conservateur        |                     | Baldwin                                    | Churchill                                                                     |
|                                   | Frederick Pethick-Lawrence MP pour Leicester West (1871–1961)     |                                        | 11 juin 1929                                               | août 1931         | Travailliste        |                     | MacDonald (II)                             | Snowden                                                                       |
|                                   | Walter Elliot MP pour Glasgow Kelvingrove (1888–1958)             |                                        | 24 août 1931                                               | 29 septembre 1932 | Unioniste           |                     | MacDonald (Gouvernement national)          | Snowden                                                                       |
| MacDonald (Gouvernement national) | Walter Elliot MP pour Glasgow Kelvingrove (1888–1958)             | N. Chamberlain                         | 24 août 1931                                               | 29 septembre 1932 | Unioniste           |                     |                                            |                                                                               |
| MacDonald (Gouvernement national) |                                                                   | N. Chamberlain                         | Leslie Hore-Belisha MP pour Plymouth Devonport (1893–1957) |                   | 29 septembre 1932   | 29 juin 1934        | Libéral National                           |                                                                               |
| MacDonald (Gouvernement national) |                                                                   | N. Chamberlain                         | Duff Cooper MP pour Westminster St George's (1890–1954)    |                   | 29 juin 1934        | 22 novembre 1935    | Conservateur                               |                                                                               |
|                                   | Baldwin (Gouvernement national)                                   | N. Chamberlain                         | Duff Cooper MP pour Westminster St George's (1890–1954)    |                   | 29 juin 1934        | 22 novembre 1935    | Conservateur                               |                                                                               |
|                                   | William Morrison MP pour Cirencester and Tewkesbury (1893–1961)   | N. Chamberlain                         |                                                            | 22 novembre 1935  | 29 octobre 1936     | Conservateur        |                                            |                                                                               |
|                                   | John Colville MP pour Midlothian and Peebles Northern (1894–1954) | N. Chamberlain                         |                                                            | 29 octobre 1936   | 1938                | Unioniste           |                                            |                                                                               |
|                                   | John Colville MP pour Midlothian and Peebles Northern (1894–1954) | N. Chamberlain (Gouvernement national) | Simon                                                      | 29 octobre 1936   | 1938                | Unioniste           |                                            |                                                                               |
|                                   | Euan Wallace MP pour Hornsey (1892–1941)                          | N. Chamberlain (Gouvernement national) | Simon                                                      |                   | 16 mai 1938         | ?                   | Conservateur                               |                                                                               |
|                                   | Harry Crookshank MP pour Gainsborough (1893–1961)                 | N. Chamberlain (Gouvernement national) | Simon                                                      |                   | 21 avril 1939       | 7 février 1943      | Conservateur                               |                                                                               |
|                                   | Harry Crookshank MP pour Gainsborough (1893–1961)                 | N. Chamberlain (Guerre)                | Simon                                                      |                   | 21 avril 1939       | 7 février 1943      | Conservateur                               |                                                                               |
|                                   | Harry Crookshank MP pour Gainsborough (1893–1961)                 | Churchill (Guerre)                     | Wood                                                       |                   | 21 avril 1939       | 7 février 1943      | Conservateur                               |                                                                               |
|                                   | Ralph Assheton MP pour Rushcliffe (1901–1984)                     | Churchill (Guerre)                     | Wood                                                       |                   | 7 février 1943      | 29 octobre 1944     | Conservateur                               |                                                                               |
| Anderson                          | Ralph Assheton MP pour Rushcliffe (1901–1984)                     | Churchill (Guerre)                     |                                                            |                   | 7 février 1943      | 29 octobre 1944     | Conservateur                               |                                                                               |
|                                   | Osbert Peake MP pour Leeds North (1897–1966)                      | Churchill (Guerre)                     |                                                            | 29 octobre 1944   | 26 juillet 1945     | Conservateur        |                                            |                                                                               |
| Churchill (Caretaker)             | Osbert Peake MP pour Leeds North (1897–1966)                      |                                        |                                                            | 29 octobre 1944   | 26 juillet 1945     | Conservateur        |                                            |                                                                               |
|                                   | William Glenvil Hall MP pour Colne Valley (1887–1962)             |                                        | 4 août 1945                                                | 2 mars 1950       | Travailliste        |                     | Attlee                                     | Dalton                                                                        |
| Cripps                            | William Glenvil Hall MP pour Colne Valley (1887–1962)             |                                        | 4 août 1945                                                | 2 mars 1950       | Travailliste        |                     | Attlee                                     |                                                                               |
|                                   | Douglas Jay MP pour Battersea North (1907–1996)                   |                                        | 2 mars 1950                                                | 26 octobre 1951   | Travailliste        |                     | Attlee                                     |                                                                               |
| Gaitskell                         | Douglas Jay MP pour Battersea North (1907–1996)                   |                                        | 2 mars 1950                                                | 26 octobre 1951   | Travailliste        |                     | Attlee                                     |                                                                               |
|                                   | John Boyd-Carpenter MP pour Kingston-upon-Thames (1908–1998)      |                                        | 30 octobre 1951                                            | 28 juillet 1954   | Conservateur        |                     | Churchill                                  | Butler                                                                        |
|                                   | Henry Brooke MP pour Hampstead (1903–1984)                        |                                        | 28 juillet 1954                                            | janvier 1957      | Conservateur        |                     | Churchill                                  | Butler                                                                        |
|                                   | Henry Brooke MP pour Hampstead (1903–1984)                        | Eden                                   | 28 juillet 1954                                            | janvier 1957      | Conservateur        |                     |                                            | Butler                                                                        |
| Macmillan                         | Henry Brooke MP pour Hampstead (1903–1984)                        |                                        | 28 juillet 1954                                            | janvier 1957      | Conservateur        |                     |                                            |                                                                               |
|                                   | Enoch Powell MP pour Wolverhampton South West (1912–1998)         |                                        | 14 janvier 1957                                            | 15 janvier 1958   | Conservateur        |                     | Macmillan                                  | Thorneycroft                                                                  |
|                                   | Jack Simon MP pour Middlesbrough West (1911–2006)                 |                                        | 15 janvier 1958                                            | 22 octobre 1959   | Conservateur        | Heathcoat-Amory     | Macmillan                                  |                                                                               |
|                                   | Edward Boyle MP pour Birmingham Handsworth (1923–1981)            |                                        | 22 octobre 1959                                            | 16 juillet 1962   | Conservateur        | Heathcoat-Amory     | Macmillan                                  |                                                                               |
| Lloyd                             | Edward Boyle MP pour Birmingham Handsworth (1923–1981)            |                                        | 22 octobre 1959                                            | 16 juillet 1962   | Conservateur        |                     | Macmillan                                  |                                                                               |
|                                   | Anthony Barber MP pour Doncaster (1920–2005)                      |                                        | 16 juillet 1962                                            | 20 octobre 1963   | Conservateur        | Maudling            | Macmillan                                  |                                                                               |
|                                   | Alan Green MP pour Preston South (1911–1991)                      |                                        | 23 octobre 1963                                            | 16 octobre 1964   | Conservateur        | Maudling            |                                            | Douglas-Home                                                                  |
|                                   | Niall MacDermot MP pour Derby North (1916–1996)                   |                                        | 21 octobre 1964                                            | 29 août 1967      | Travailliste        |                     | Wilson                                     | Callaghan                                                                     |
|                                   | Harold Lever MP pour Manchester Cheetham (1914–1995)              |                                        | 29 août 1967                                               | 13 octobre 1969   | Travailliste        |                     | Wilson                                     | Callaghan                                                                     |
| Jenkins                           | Harold Lever MP pour Manchester Cheetham (1914–1995)              |                                        | 29 août 1967                                               | 13 octobre 1969   | Travailliste        |                     | Wilson                                     |                                                                               |
|                                   | Dick Taverne MP pour Lincoln (né en 1928)                         |                                        | 13 octobre 1969                                            | 19 juin 1970      | Travailliste        |                     | Wilson                                     |                                                                               |
|                                   | Patrick Jenkin MP pour Wanstead and Woodford (1926–2016)          |                                        | 19 juin 1970                                               | 7 avril 1972      | Conservateur        |                     | Heath                                      | Macleod                                                                       |
| Barber                            | Patrick Jenkin MP pour Wanstead and Woodford (1926–2016)          |                                        | 19 juin 1970                                               | 7 avril 1972      | Conservateur        |                     | Heath                                      |                                                                               |
|                                   | Terrence Higgins MP pour Worthing (né en 1928)                    |                                        | 7 avril 1972                                               | 4 mars 1974       | Conservateur        |                     | Heath                                      |                                                                               |
|                                   | John Gilbert MP pour Dudley East (1927–2013)                      |                                        | 8 mars 1974                                                | 17 juin 1975      | Travailliste        |                     | Wilson                                     | Healey                                                                        |
|                                   | Robert Sheldon MP pour Ashton under Lyne (1923–2020)              |                                        | 17 juin 1975                                               | 4 mai 1979        | Travailliste        |                     | Wilson                                     | Healey                                                                        |
|                                   | Robert Sheldon MP pour Ashton under Lyne (1923–2020)              | Callaghan                              | 17 juin 1975                                               | 4 mai 1979        | Travailliste        |                     |                                            | Healey                                                                        |
|                                   | Nigel Lawson MP pour Blaby (1932-2023)                            |                                        | 4 mai 1979                                                 | 14 septembre 1981 | Conservateur        |                     | Thatcher                                   | Howe                                                                          |
|                                   | Nicholas Ridley MP pour Cirencester and Tewkesbury (1929–1993)    |                                        | septembre 1981                                             | 11 juin 1983      | Conservateur        |                     | Thatcher                                   | Howe                                                                          |
|                                   | John Moore MP pour Croydon Central (1937–2019)                    |                                        | 19 octobre 1983                                            | 21 mai 1986       | Conservateur        | Lawson              | Thatcher                                   |                                                                               |
|                                   | Norman Lamont MP pour Kingston-upon-Thames (né en 1942)           |                                        | 21 mai 1986                                                | 24 juillet 1989   | Conservateur        | Lawson              | Thatcher                                   |                                                                               |
|                                   | Peter Lilley MP pour St Albans (né en 1943)                       |                                        | 24 juillet 1989                                            | 28 novembre 1990  | Conservateur        | Lawson              | Thatcher                                   |                                                                               |
| Major                             | Peter Lilley MP pour St Albans (né en 1943)                       |                                        | 24 juillet 1989                                            | 28 novembre 1990  | Conservateur        |                     | Thatcher                                   |                                                                               |
|                                   | Francis Maude MP pour North Warwickshire (né en 1953)             |                                        | 28 novembre 1990                                           | 11 avril 1992     | Conservateur        |                     | Major                                      | Lamont                                                                        |
|                                   | Stephen Dorrell MP pour Loughborough (born 1952)                  |                                        | 11 avril 1992                                              | 11 juillet 1994   | Conservateur        |                     | Major                                      | Lamont                                                                        |
| Clarke                            | Stephen Dorrell MP pour Loughborough (born 1952)                  |                                        | 11 avril 1992                                              | 11 juillet 1994   | Conservateur        |                     | Major                                      |                                                                               |
|                                   | George Young MP pour Ealing Acton (né en 1941)                    |                                        | 11 juillet 1994                                            | 5 juillet 1995    | Conservateur        |                     | Major                                      |                                                                               |
|                                   | Michael Jack MP pour Fylde (né en 1946)                           |                                        | 5 juillet 1995                                             | 2 mai 1997        | Conservateur        |                     | Major                                      |                                                                               |
|                                   | Dawn Primarolo MP pour Bristol South (né en 1954)                 |                                        | 2 mai 1997                                                 | 4 janvier 1999    | Travailliste        |                     | Blair                                      | Brown                                                                         |
|                                   | Barbara Roche MP pour Hornsey and Wood Green (née en 1954)        |                                        | 4 janvier 1999                                             | 29 juillet 1999   | Travailliste        |                     | Blair                                      | Brown                                                                         |
|                                   | Stephen Timms MP for East Ham (né en 1955)                        |                                        | 29 juillet 1999                                            | 8 juin 2001       | Travailliste        |                     | Blair                                      | Brown                                                                         |

### Depuis 2001
Légende (pour les partis politiques) : 

| Nom                                                          | Nom                                                                | Portrait         | Mandat            | Mandat            | Parti politique | Premier ministre | Premier ministre    | Chancelier |
| ------------------------------------------------------------ | ------------------------------------------------------------------ | ---------------- | ----------------- | ----------------- | --------------- | ---------------- | ------------------- | ---------- |
|                                                              | Paul Boateng MP pour Brent South (né en 1951)                      |                  | 8 juin 2001       | mai 2002          | Travailliste    |                  | Blair               | Brown      |
|                                                              | Ruth Kelly MP for Bolton West (née en 1968)                        |                  | mai 2002          | 9 septembre 2004  | Travailliste    |                  | Blair               | Brown      |
|                                                              | Stephen Timms MP pour East Ham (né en 1955)                        |                  | 12 septembre 2004 | 6 mai 2005        | Travailliste    |                  | Blair               | Brown      |
|                                                              | John Healey MP pour Wentworth (né en 1960)                         |                  | 6 mai 2005        | 28 juin 2007      | Travailliste    |                  | Blair               | Brown      |
|                                                              | Jane Kennedy MP pour Liverpool Wavertree (née 1958)                |                  | 28 juin 2007      | 5 octobre 2008    | Travailliste    | Brown            | Darling             |            |
|                                                              | Stephen Timms MP pour East Ham (né en 1955)                        |                  | 5 octobre 2008    | 11 mai 2010       | Travailliste    | Brown            | Darling             |            |
|                                                              | Mark Hoban MP pour Fareham (né en 1964)                            |                  | 13 mai 2010       | 4 septembre 2012  | Conservateur    |                  | Cameron (Coalition) | Osborne    |
|                                                              | Greg Clark MP pour Tunbridge Wells (né en 1967)                    |                  | 4 septembre 2012  | 7 octobre 2013    | Conservateur    |                  | Cameron (Coalition) | Osborne    |
|                                                              | Sajid Javid MP pour Bromsgrove (né en 1969)                        |                  | 7 octobre 2013    | 9 avril 2014      | Conservateur    |                  | Cameron (Coalition) | Osborne    |
|                                                              | Nicky Morgan MP pour Loughborough (née en 1972)                    |                  | 9 avril 2014      | 15 juillet 2014   | Conservateur    |                  | Cameron (Coalition) | Osborne    |
|                                                              | David Gauke MP pour South West Hertfordshire (né en 1971)          |                  | 15 juillet 2014   | 14 juillet 2016   | Conservateur    |                  | Cameron (Coalition) | Osborne    |
| Cameron (II)                                                 | David Gauke MP pour South West Hertfordshire (né en 1971)          |                  | 15 juillet 2014   | 14 juillet 2016   | Conservateur    |                  |                     | Osborne    |
|                                                              | Jane Ellison MP pour Battersea (née en 1964)                       |                  | 15 juillet 2016   | 9 juin 2017       | Conservateur    |                  | May (I)             | Hammond    |
|                                                              | Mel Stride MP pour Central Devon (né en 1961)                      |                  | 12 juin 2017      | 23 mai 2019       | Conservateur    |                  | May (II)            | Hammond    |
|                                                              | Jesse Norman MP pour Hereford and South Herefordshire (né en 1962) |                  | 23 mai 2019       | 16 septembre 2021 | Conservateur    |                  | May (II)            | Hammond    |
|                                                              | Jesse Norman MP pour Hereford and South Herefordshire (né en 1962) | Johnson          | 23 mai 2019       | 16 septembre 2021 | Conservateur    | Javid            |                     |            |
| Sunak Zahawi                                                 | Jesse Norman MP pour Hereford and South Herefordshire (né en 1962) | Johnson          | 23 mai 2019       | 16 septembre 2021 | Conservateur    |                  |                     |            |
|                                                              | Lucy Frazer MP pour South East Cambridgeshire (née en 1972)        | Johnson          |                   | 16 septembre 2021 | Conservateur    | 8 septembre 2022 |                     |            |
| Andrew Griffith MP pour Arundel and South Downs (né en 1971) |                                                                    | 8 septembre 2022 | 27 octobre 2022   | Conservateur      | Truss           | Kwarteng         |                     |            |
| Victoria Atkins MP pour Louth and Horncastle (née en 1976)   |                                                                    | 27 octobre 2022  | 13 novembre 2023  | Conservateur      | Sunak           | Hunt             |                     |            |
| Nigel Huddleston MP pour Mid Worcestershire (né en 1970)     |                                                                    | 13 novembre 2023 | 5 juillet 2024    | Conservateur      | Sunak           | Hunt             |                     |            |
|                                                              | Spencer Livermore (né en 1975)                                     |                  | 8 juillet 2024    | En cours          | Travailliste    |                  | Starmer             | Reeves     |